# Andrea Bruno Savelli
Andrea Bruno Savelli (Firenze, 27 dicembre 1971) è un attore, regista, scrittore e giornalista sportivo italiano.

## Biografia
Andrea Bruno Savelli nasce come attore e regista, specializzandosi sia nel teatro che nel cinema. Inizia la sua lunga esperienza di direttore artistico nel 2006, mostrando sempre particolare attenzione alle produzioni. Dal 1995 insegna teatro e public speaking, nelle scuole pubbliche e private, come la docenza di dieci anni all'Istituto Universitario Europeo.

## Teatro
Ha al suo attivo come attore e regista una variegata formazione seminariale sotto la guida di Luca Ronconi, Ruggero Cappuccio, Giuseppe Ferlito, Federico Tiezzi, Yves Le Breton, Nikolaj Karpov, Eimuntas Nekrošius, Kristian Lupa, Franco Piacentini, Gabriella Bartolomei, Angelo Savelli.
Nel 1995 inizia la sua attività di attore professionista e di assistente alla regia lavorando stabilmente negli spettacoli del padre adottivo, il noto regista fiorentino Angelo Savelli. Tra gli altri L'amoroso contagio da Boccaccio, La furiosa commedia da Ariosto, Nel mezzo del cammin da Dante, Questo spettacolo non s'ha da fare da Manzoni, Le fredde stelle del Gattopardo da Tomasi di Lampedusa e Dottor Faust o La cabala del golem, La matematica in cucina.
Nel 2000 inizia la sua attività di regista portando in scena, con piglio moderno, testi inediti o poco conosciuti e riscritture di capolavori della letteratura. Come Dell'amaro dell'amore di Glauco Di Salle con Pino Quartullo – Premio Vallecorsi 2000 Teatro Manzoni di Pistoia; Clienti di Olivier Bukowski – Festival Intercity 2001 Teatro della Limonaia di Sesto Fiorentino; I danzatori della pioggia di Karin Mainwaring con David Riondino - Festival Interferenze Teatro Manzoni di Pistoia; La scala di seta di Gioacchino Rossini, direttore Giovanni Varoli – Estate Regina di Montecatini; Decamerone di cui è anche attore e autore della riscrittura con Carlo Monni, Andrea Agresti, Valentina Banci, Elisabetta Salvatori; Cecco toccami di cui è anche autore ed interprete, con Carlo Monni, Lisetta Luchini e Valentina Banci; Falstaff di Angelo Savelli con Carlo Monni, Marco Cocci, Massimiliano Galligani, Valentina Banci e Andrea Bruno Savelli; Meglio lasciar perdere con Andrea Muzzi; Iliade contro da Omero con Marzia Risaliti, Nicola Pecci e Andrea Bruno Savelli; Odissea sempre da Omero, in cui è attore con Marzia Risaliti e Nicola Pecci; Benzina da Elena Stancanelli di Daniele Falleri; È sbandato l'uomo ragno scritto e diretto; La beffa del grasso legnaiuolo con Carlo Monni e Massimo Grigò; La carta più alta da Marco Malvaldi, di Angelo Savelli, con Sergio Forconi; Attaccante nato di Stefano Borgonovo, con Massimo Poggio e Massimo Grigò; Io ci sono dall'omonimo romanzo di Lucia Annibali e Giusi Fasano con Alice Spisa, Valentina Chico, Gianluigi Fogacci e Marco Cocci; Favole al telefono da Gianni Rodari di cui è adattatore e regista, in coproduzione con Fondazione Scuola di Musica di Fiesole; Pierino e il lupo da Sergej Prokof'ev, in coproduzione con l'Orchestra under 35 La Filharmonie; Tre ragazzi e una bimba di cui è autore e regista, con Lorenzo Baglioni, Nicola Pecci e Alessandro Riccio; Un matrimonio e undici funerali di cui è autore e regista, con Nicola Pecci e Luisa Cattaneo; La briscola in cinque da Marco Malvaldi, di Angelo Savelli, con Sergio Forconi; C'era due volte il barone Lamberto di Gianni Rodari, con Luisa Cattaneo; Maratona di New York di Edoardo Erba con Fiona May e Luisa Cattaneo (debutto Todi Festival 2018); Il barone rampante da Calvino con Chiara Francini; Odore di chiuso da Marco Malvaldi, di Angelo Savelli, con Amerigo Fontani, Andrea Kaemmerle e Sergio Forconi; Controcorrente: Gian Maria Volontè e il racconto di un paese imperfetto di e con Mauro Monni - debutto Versiliana Festival 2020; Essere Jim Morrison con Nicola Pecci; Frankostein con Massimo Ceccherini e Alessandro Paci; Maledette canzoni d'amore con Nicola Pecci; Matrimonio per caso con Alessandro Paci e Diletta Oculisti - debutto Versiliana Festival 2021; La marcia degli alberi con Leonardo Paoli - debutto Lugliobambino 2021; La prova contraria con Fiona May, anche interprete; Trovatene uno bravo con Fabio Canino e Andrea Muzzi.
Dalla prima produzione “autoprodotta” “Il Decamerone” con Carlo Monni ed Andrea Agresti, che girò con grandissimo successo di pubblico e critica in tutta la Toscana, i suoi spettacoli sono sempre cresciuti. Ha portato in esclusiva e più di una volta in teatro i “vecchini” della celebre serie “Delitti del Barlume” di Marco Malvaldi. Le sue ultime produzioni con Fondazione Accademia dei Perseveranti hanno trattato temi scottanti e contemporanei ed hanno girato l’Italia per anni. Tra questi, “Attaccante Nato” che narra la tragica storia di Stefano Borgonovo, star del calcio malato di Sla, ed "Io ci sono", che racconta la storia di Lucia Annibali e la violenza di genere, fino a “Maratona di New York”, dove "ha inventato" Fiona May come attrice.
Il 6 febbraio 2015, alla prima di Attaccante nato al teatro Dante-Monni di Campi Bisenzio, era presente il ministro Maria Elena Boschi, sua ex fidanzata.
Come autore teatrale ha scritto inoltre tre testi per il teatro ragazzi, portati in scena con grande successo dalla compagnia Pupi e Fresedde – Teatro di Rifredi di Firenze: Il riciclone ovvero le disavventure di una giocattolaia - premio 7 autori 7 commedie 2004; Aci Babà e i quaranta pedoni, una favola moderna sull'educazione stradale e I predatori dell'acqua perduta. 
Inizia la sua lunga esperienza come direttore artistico nel 2006, ideando festival, rassegne, stagioni concertistiche e di prosa. Di particolare rilievo la direzione del teatrodante Carlo Monni di Campi Bisenzio, dal 2014 al 2024, dove, ereditando la direzione di Alessandro Benvenuti, ha portato il teatro ad avere 330 abbonamenti, il massimo di capienza della platea, e il Teatro Jenco di Viareggio, gestito da Fondazione Festival Pucciniano.

## Cinema
Al cinema è interprete di alcuni film, come El Alamein - La linea del fuoco; è copragonista in Radio West; ha recitato in Non ci resta che ridere e Non solo barzellette di Alessandro Paci. Ha debuttato alla regia cinematografica nel 2006 con il film Viola di rabbia e d'amore. Ha poi scritto, diretto, interpretato e prodotto con Andrea Muzzi la commedia Piove sul bagnato. È stato interprete anche di fiction televisive, come Don Matteo e I delitti del Barlume. Nel 2018 ha scritto e girato La valigia dei baci, documentario sulla tragedia del Vajont.

## Editoria
È autore di romanzi, testi teatrali e sceneggiature per il cinema. Nel 2001 ha scritto un romanzo di notevole successo, Nove, uscito in libreria per i tipi della Furetto Edizioni di Firenze. Ha scritto su cultura e sport su Il nuovo corriere di Firenze. Scrive di calcio su Il Tirreno Firenze.

## Calcio
Vista la grande passione per il calcio, si avvicina al mondo delle trasmissioni sportive diventando in breve tempo un punto di riferimento e un beniamino dei tifosi della sua squadra. Nel 1989 ha scritto i suoi primi articoli sul calcio su Calciopiù da inviato sui campi di calcio giovanile. Ha scritto poi articoli di sport sul quotidiano Nuovo corriere di Firenze. Dal 2005 al 2016 è stato ospite nel programma Cuore viola su TVR Teleitalia. 
Nel 2007 ha scritto e condotto con Andrea Muzzi una trasmissione ironico sportiva sul calcio, I raccattapalle in onda su Canale 10. Dal 2007 al 2015 ha condotto l’edizione del Giovedì di Cuore viola su TVRTeleitalia 7GOLD. Dal 2009 al 2023 ha condotto una popolarissima trasmissione sportiva su TVRTeleitalia 7GOLD Domenica viola.
Nel 2010 e 2011 è stato ospite ed inviato alla trasmissione Quelli che il calcio su Rai 2 condotta da Simona Ventura. Dal 2011 al 2013 è stato ospite fisso da Firenze a Direttastadio su 7GOLD. È stato opinionista a Lady radio - radio viola e a Radio blu. Ha confezionato Pillole di sport per Radio blu, pillole di 120 secondi sulla Fiorentina. Nel 2022 è stato ospite in più occasioni di Tiki taka di Piero Chiambretti e di Pressing su Italia 1.
Dal 2022 cura la rubrica settimanale Karma viola su Il Tirreno Firenze. Dal 2022 è ospite fisso della seguitissima tv online Tvplay.it. Nel 2024 è diventato pubblicista.

## Filmografia

### Attore
- El Alamein - La linea del fuoco, regia di Enzo Monteleone (2002)
- Radio West, regia di Alessandro Valori (2003)
- Don Matteo - Episodio: I conti col passato, regia di Elisabetta Marchetti (2006)
- Piove sul bagnato (2009)
- Vitrum riverberi nello specchio, regia di Marco Cei (2011)
- I delitti del BarLume (2015)
- Non ci resta che ridere, di Alessandro Paci (2019)
- Non solo barzellette, di Alessandro Paci (2023)

### Regista
- Viola di rabbia e d'amore
- Piove sul bagnato (2009)
- La valigia dei baci (2018)

### Sceneggiatore
- Viola di rabbia e d'amore
- Piove sul bagnato (2009)

### Produttore
- Piove sul bagnato (2009)
- Non solo barzellette, di Alessandro Paci (2023)

## Calcio

### Conduttore televisivo
- I raccattapalle (2007)
- Cuore viola (2007-2015)
- Domenica Viola (2009-2023)

### Ospite
- Cuore viola (2005-2007)
- Quelli che il calcio (2010-2011)
- Diretta Stadio (2011-2013)
- Tiki taka (2022)
- Pressing (2022)
- Tvplay.it (2022-presente)